# سالفيا مرجمي
سالفيا مرجمي نباتٌ عشبيٌّ مُعَمَّرٌ، موطنه الأصلي مرتفعات شرق إفريقيا من إثيوبيا إلى تنزانيا، كما يوجد عبر البحر الأحمر في اليمن. ينمو على ارتفاعات تتراوح بين 6000 و13,000 قدم في الأراضي العشبية، وأطراف الغابات، والتكوينات الصخرية، ومنحدرات البازلت، والحقول البور. اشتُقَّت الصفة النوعية مريجمية  من مريامية  الاسم الشائع العربي للنبات الذي يُطلَق أيضًا على أنواعٍ محليةٍ أخرى من جنس السالفيا مثل سالفيا لانيجيرا. أما الاسم الشائع الماساي لهذا النبات فهو ناينغونغونديو ويعني أن رائحته تشبه رائحة الفئران، رغم أن الصنف الشائع في البستنة يُسَمَّى صلصة النعناع  ويُوصَف   بأن له عبق نعناع قوي. يتشارك هذا النبات توزيعًا جغرافيًا مشابهًا مع سالفيا نيليوتيكا، لكنهما لا يُهَجَّنان.
سمي هذا النبات العالم النباتي الفنلندي بيتر فورسكول ولد سنة 1732 وتوفي سنة ألف وسبعمائة وثلاثة وستين وهو تلميذ كارل لينيوس خلال رحلة استكشافية إلى الجزيرة العربية سنة 1762 مع المستكشف كارستن نيبور وآخرين. مات فورسكول بسبب الملاريا سنة ألف وسبعمائة وثلاثة وستين قبل أن يكمل العام على بدء الرحلة. ثم قام نيبور الناجي الوحيد من الرحلة بتحرير أوراقه ونشرها سنة 1775 في كتاب بعنوان، كتاب وصف الحيوانات مثل الطيور والبرمائيات والحشرات والديدان التي رصدها بيتر فورسكول في رحلته الشرقية وقد تضمن الكتاب وصف نبات سالفيا مريمية وتسميته. 

## الوصف النباتي
ينمو نبات سالفيا مريمية بارتفاع يتراوح بين قدمين وثلاثة أقدام حوالي 60 إلى 90 سنتيمتراً، وأوراقه القاعدية غالباً مغطاة بغدد زيتية،    وقد يظهر عليها زغب خفيف على كلا السطحين. أوراقه الخضراء الداكنة المستطيلة تشكل وردةً قاعديةً بحواف متموجة قليلاً، ويصل طولها إلى ست بوصات 15 سنتيمتراً وعرضها بوصتين 5 سنتيمترات، مع عنق ورقة طوله بوصة ونصف 3.8 سنتيمتر. أزهاره التي يقل طولها عادةً عن بوصة واحدة 2.5 سنتيمتر تتجمع في دورات زهرية متعددة الألوان. الصنف المزروع في البساتين أزهاره زرقاء باهتة جداً تكاد تكون كريمية، مع شفة علوية منحنية كالمنجل. أما الكؤوس الزهرية الصغيرة فهي بنفسجية مائلة للأرجواني. النورات قصيرة، وساقها الزهري الرئيسي يحمل أزواجاً متعاقبة من السويقات الزهرية تتقاطع بزوايا قائمة فيما يُعرف بترتيب متقاطع. هذه البنية الرياضية الدقيقة تمنح النبتة مظهراً أخّاذاً.

## الزراعة
نبات الميريمية سالفيا مريمية يُفضِّل التعرُّضَ لأشعة الشمس من نصف يوم إلى يوم كامل، وتربةً جيدة التصريف، وريًّا معتدلًا منتظمًا. وهو نباتٌ يتحمّل الصقيع حتى درجة سالب أربع مئوية خمس وعشرين فهرنهايت لفترات قصيرة، وعادةً ما يكون عُمره الافتراضي قصيرًا؛ حيث يُزهر وينتج البذور لمدة ثلاث سنوات تقريبًا في التكاثر الزراعي. فترة الإزهار قصيرة، تبلغ نحو ثلاثة أسابيع، وتجذب الأزهارُ النحلَ وطيور الطنان. يُباع عادةً في مجال البستنة صنفٌ يُسمى صلصة النعناع، الذي وُجِد أولًا قرب قمة جبل كليمنجارو في تنزانيا، ويُوصف بأن له رائحة نعناعية قوية.